# Gran Premi d'Espanya del 2000
Resultats del Gran Premi d'Espanya de Fórmula 1 de la temporada 2000 disputat al circuit de Montmeló el 7 de maig del 2000.

## Classificació
| Pos | No | Pilot                 | Equip                  | Voltes | Temps/ Retirada  | Pos. de sortida | Punts |
| --- | -- | --------------------- | ---------------------- | ------ | ---------------- | --------------- | ----- |
| 1   | 1  | Mika Häkkinen         | McLaren - Mercedes     | 65     | 1h 33' 55. 3     | 2               | 10    |
| 2   | 2  | David Coulthard       | McLaren - Mercedes     | 65     | + 16.066 s       | 4               | 6     |
| 3   | 4  | Rubens Barrichello    | Ferrari                | 65     | + 29.112 s       | 3               | 4     |
| 4   | 9  | Ralf Schumacher       | Williams - BMW         | 65     | + 37.311 s       | 5               | 3     |
| 5   | 3  | Michael Schumacher    | Ferrari                | 65     | + 47.983 s       | 1               | 2     |
| 6   | 5  | Heinz-Harald Frentzen | Jordan - Mugen - Honda | 65     | + 1' 21.925 min. | 8               | 1     |
| 7   | 17 | Mika Salo             | Sauber - Petronas      | 64     | + 1 Volta        | 12              |       |
| 8   | 23 | Ricardo Zonta         | BAR - Honda            | 64     | + 1 Volta        | 16              |       |
| 9   | 11 | Giancarlo Fisichella  | Benetton - Playlife    | 64     | + 1 Volta        | 13              |       |
| 10  | 12 | Alexander Wurz        | Benetton - Playlife    | 64     | + 1 Volta        | 18              |       |
| 11  | 7  | Eddie Irvine          | Jaguar - Cosworth      | 64     | + 1 Volta        | 9               |       |
| 12  | 6  | Jarno Trulli          | Jordan - Mugen - Honda | 64     | + 1 Volta        | 7               |       |
| 13  | 8  | Johnny Herbert        | Jaguar - Cosworth      | 64     | + 1 Volta        | 14              |       |
| 14  | 20 | Marc Gené             | Minardi - Fondmetal    | 63     | + 2 Voltes       | 20              |       |
| 15  | 21 | Gaston Mazzacane      | Minardi - Fondmetal    | 63     | + 2 Voltes       | 21              |       |
| 16  | 15 | Nick Heidfeld         | Prost - Peugeot        | 62     | + 3 Voltes       | 19              |       |
| 17  | 10 | Jenson Button         | Williams - BMW         | 61     | Motor            | 10              |       |
| Ret | 19 | Jos Verstappen        | Arrows - Supertec      | 25     | Caixa canvi      | 11              |       |
| Ret | 22 | Jacques Villeneuve    | BAR - Honda            | 21     | Hidràulics       | 6               |       |
| Ret | 14 | Jean Alesi            | Prost - Peugeot        | 1      | Col·lisió        | 17              |       |
| Ret | 18 | Pedro de la Rosa      | Arrows - Supertec      | 1      | Col·lisió        | 22              |       |
| Ret | 16 | Pedro Diniz           | Sauber - Petronas      | 0      | Virolla          | 15              |       |

## Altres
- Pole: Michael Schumacher 1' 20. 974

- Volta ràpida: Mika Häkkinen 1' 24. 470 (a la volta 28)